# Episodi di Balthazar (quarta stagione)
La quarta stagione della serie televisiva Balthazar, composta da 8 episodi, è stata trasmessa in prima visione in Belgio dal 10 febbraio al 3 marzo 2022 su La Une, mentre in Francia dal 10 marzo al 14 aprile 2022 su TF1.
In Italia, la stagione è trasmessa in prima visione da Sky Investigation, canale a pagamento della piattaforma Sky, dal 5 aprile al 26 aprile 2022.
| n° | Titolo originale | Titolo italiano      | Prima TV Belgio  | Prima TV Italia |
| -- | ---------------- | -------------------- | ---------------- | --------------- |
| 1  | En plein vol     | In volo              | 10 febbraio 2022 | 5 aprile 2022   |
| 2  | Puzzle           | Puzzle               | 10 febbraio 2022 | 5 aprile 2022   |
| 3  | En apparence     | In apparenza         | 17 febbraio 2022 | 12 aprile 2022  |
| 4  | Nature morte     | Natura morta         | 17 febbraio 2022 | 12 aprile 2022  |
| 5  | Dernier recours  | Ultima spiaggia      | 24 febbraio 2022 | 19 aprile 2022  |
| 6  | Éros et Thanatos | Eros e Thanatos      | 24 febbraio 2022 | 19 aprile 2022  |
| 7  | Souviens-toi     | Ricordati            | 3 marzo 2022     | 26 aprile 2022  |
| 8  | Si ce n'est toi  | Se è questo che vuoi | 3 marzo 2022     | 26 aprile 2022  |

## In volo
- Titolo originale: En plein vol
- Diretto da: Franck Brett
- Scritto da: Sylvain Caron, Nicolas Clément, Clothilde Jamin

### Trama
Balthazar, a 7 mesi dal suo ferimento da parte di Maya e dopo la partenza di Helene, è in viaggio su un aereo che da Istanbul lo riporta a Parigi. Durante il volo si verificano alcuni casi sospetti di avvelenamento. Con i pochi mezzi a disposizione, Balthazar riesce a stabilizzare i pazienti e capisce che il colpevole si trova sull'aereo.

## Puzzle
- Titolo originale: Puzzle
- Diretto da: Franck Brett
- Scritto da: Marion Carnel, Sylvain Caron, Nicolas Clément, Julie-Anna Grignon e Clothilde Jamin

### Trama
Mentre Balthazar devia le domande del suo psicologo che vuole che parli del suo matrimonio, riceve una telefonata in cui un cane ha trovato un piede umano. Balthazar conosce un nuovo capitano Camille Costes, ma quando il proprietario del piede è stato trovato cadavere, Balthazar crede che ci sia un assassino che amputa i piedi per conservarli come trofeo.

## In apparenza
- Titolo originale: En apparence
- Diretto da: David Lanzmann
- Scritto da: Marion Carnel, Sylvain Caron, Nicolas Clément, Julie-Anna Grignon e Clothilde Jamin

### Trama
Balthazar si trova a dover indagare insieme alla Costes al rapimento di una bambina di 6 anni, e i due si rendono conto che la verità è peggiore di qualsiasi cosa potessero immaginare.

## Natura morta
- Titolo originale: Nature morte
- Diretto da: David Lanzmann
- Scritto da: Marion Carnel, Sylvain Caron, Nicolas Clément, Julie-Anna Grignon e Clothilde Jamin

### Trama
Balthazar indaga sul triplice omicidio di tre giovani, sospettando di un uomo la cui casa era stata svaligiata dai giovani.

## Ultima spiaggia
- Titolo originale: Dernier recours
- Diretto da: Franck Brett
- Scritto da: Marion Carnel, Sylvain Caron, Nicolas Clément e Julie-Anna Grignon

### Trama
Balthazar, che fa di tutto per evitare la Vésinet, tiene una lezione alla facoltà di medicina con Eddy e Fatim, quando viene preso in ostaggio da uno dei suoi studenti che vuole scagionare il padre per omicidio.

## Eros e Thanatos
- Titolo originale: Eros e Thanatos
- Diretto da: Franck Brett
- Scritto da: Marion Carnell, Sylvain Caron, Nicolas Clement, Julie-Anna Grignon e Clothilde Jamin

### Trama
Una squadra di documentaristi si unisce all'IML per girare un servizio durante l'indagine su un caso di cannibalismo. Eddy e Fatim non si parlano più ed è ormai guerra aperta tra Balthazar e la Vésinet.

## Ricordati
- Titolo originale: Souviens-toi
- Diretto da: Franck Brett
- Scritto da: Marion Carnel, Sylvain Caron, Nicolas Clément, Julie-Anna Grignon e Clothilde Jamin

### Trama
Il conflitto tra Balthazar e la Vésinet si inasprisce sempre più. Lui viene inviato presso il suo villaggio natio per indagare su un caso di mucche assassinate, e lì rivede la sua amica d'infanzia Sabrina, che è l'agente incaricata delle indagini. Balthazar incontra anche i genitori, che non vede da anni e con i quali i rapporti sono da sempre tesi. Il caso si aggrava quando anche Sabrina viene uccisa con le stesse modalità utilizzate dal killer di mucche. Quando anche un altro amico d'infanzia viene assassinato, i sospetti e le prove conducono a Balthazar, che viene arrestato.

## Se è questo che vuoi
- Titolo originale: Si ce n'est toi
- Diretto da: Franck Brett
- Scritto da: Marion Carnel, Sylvain Caron, Nicolas Clément, Julie-Anna Grignon e Clothilde Jamin

### Trama
Balthazar, accusato di duplice omicidio, cerca di dimostrare la sua innocenza scappando e riceve un aiuto inaspettato proprio dalla Vesinet, convinta che lui sia innocente. Lottando per far riemergere un ricordo d'infanzia che sembra legato al caso attuale, Balthazar riesce a capire chi sia il colpevole, ma deve ancora una volta fuggire dalle autorità che continuano a ritenerlo responsabile dei due delitti.